# 北会津町十二所
北会津町十二所（きたあいづまち じゅうにしょ）は、福島県会津若松市の大字である。郵便番号は965-0128。

## 地理
会津若松市北西部の北会津地区（旧北会津郡北会津村域）に属する。北東から東にかけ北会津町本田、南東角で北会津町鷺林、南で北会津町宮袋新田、西で大沼郡会津美里町鶴野辺、北で会津美里町新屋敷とそれぞれ隣接する。概ね町村制施行以前の北会津郡新庄村域のうち、旧十二所新田村の流れを汲む地域である。北会津地区北西端部に位置し、一級水系阿賀野川水系宮川右岸流域の一角を範囲とする。中央部を福島県道59号会津若松三島線が東西に横断する。域内全域にわたり水田が広がり、中西部の字十二所周辺に集落が位置する。北会津地区の他大字と同様に集落がある区画のほとんどは「字」以降を付けず大字に直接番地が続く住所表記がなされる。 

### 主な字
字
- 一里壇道上
- 上川前
- 下川前

- 十二所
- 十二所前
- 中村

## 歴史
- 1875年8月12日 - 十二所新田村と本多村が統合され新庄村が発足する。
- 1879年1月27日 - 新庄村が福島県内における郡区町村制の施行により北会津郡の村となる。
- 1889年4月1日 - 町村制の施行により新庄村が周辺4村と合併し舘ノ内村が発足する。旧新庄村域は舘ノ内村大字新庄となる。
- 1953年4月1日 - 舘ノ内村が荒井村と合併して荒舘村が発足し、荒舘村の大字となる。
- 1956年5月1日 - 荒舘村が川南村と合併して北会津村が発足し、北会津村の大字となる。
- 2004年11月1日 - 北会津村が会津若松市に編入され会津若松市の大字となるのに伴い、大字新庄のうち字中村甲の一部、一里壇道上乙、十二所乙、神川前、十二所前、十二所、下川前が北会津町十二所へと変更される。

## 世帯数と人口
2024年1月1日現在の世帯数と人口は以下の通りである。
| 大字           | 世帯数 | 人口 |
| -------------- | ------ | ---- |
| 北会津町十二所 | 22世帯 | 85人 |

## 小・中学校の学区
市立小・中学校に通う場合、学区は以下の通りとなる。
| 番地 | 小学校                 | 中学校                   |
| ---- | ---------------------- | ------------------------ |
| 全域 | 会津若松市立荒舘小学校 | 会津若松市立北会津中学校 |

## 交通

### 道路
- 福島県道59号会津若松三島線
  - 銀山橋

## 施設
- 十二所集会所